# Dronningen
Dronningen (bra: Rainha de Copas) é um filme de drama dinamarquês de 2019, dirigido por May el-Toukhy e estrelado por Trine Dyrholm e Gustav Lindh. 

## Elenco
- Trine Dyrholm como Anne
- Gustav Lindh como Gustav
- Magnus Krepper como Peter
- Preben Kristensen como Erik

## Recepção
No Rotten Tomatoes, o filme tem uma taxa de aprovação de 96% com base em 26 avaliações. O desempenho de Dyrholm foi especialmente elogiado. Guy Lodge da revista Variety chamou-o de "[Um] melodrama elegante e envolvente".
O filme ganhou nove Robert prisen, incluindo o de melhor filme dinamarquês. Também ganhou quatro prêmios Bodil, incluindo melhor filme.